# Gongora truncata
Gongora truncata är en orkidéart som beskrevs av John Lindley. Gongora truncata ingår i släktet Gongora och familjen orkidéer. Inga underarter finns listade i Catalogue of Life.

## Bildgalleri

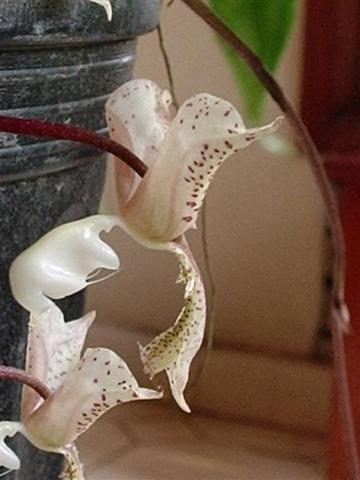
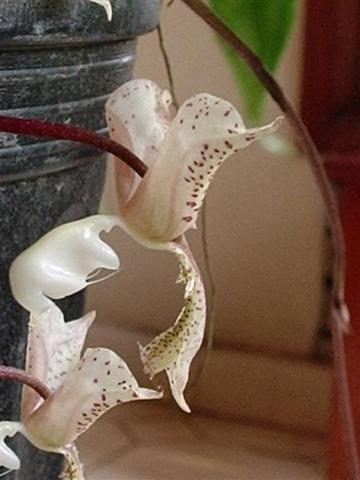